# Monster (песня Шона Мендеса)
«Monster»  — песня, записанная канадскими певцами Шоном Мендесом и Джастиным Бибером. Вышла 20 ноября 2020 года на лейблах Island и Def Jam в качестве второго сингла с предстоящего четвёртого студийного альбома Мендеса Wonder.

## История
Слухи о возможном сотрудничестве появились в июле 2020 года после того, как менеджер Бибера Scooter Braun опубликовал видео, на которых Бибер, Мендес и Tori Kelly работают у пианино. В августе 2020 года Мендес, Бибер и Hailey Baldwin были замечены в студии звукозаписи Эндрю Уатта в Лос-Анджелесе, что усилило предположение о предстоящем сотрудничестве между двумя канадскими артистами. Во время интервью на Capital Breakfast с Roman Kemp 6 октября 2020 года Мендеса спросили, отказывался ли он от сотрудничества с Бибером в сентябре, на что он ответил: «Это вы пытаетесь заставить меня подтвердить, что я сотрудничаю с Джастином Бибером? Я этого не делал в прошлом месяце». Он сказал, что для него было бы «безумием» отказаться от этого, учитывая, что Бибер был одним из его любимых артистов с девяти лет. «Я не могу подтвердить или опровергнуть», — продолжил он, но добавил, что их отношения за последние шесть месяцев стали ближе. «Действительно здорово иметь его в качестве наставника во многих отношениях, просто чтобы поговорить с ним, потому что не так много в мире людей, которые занимаются такими вещами», — продолжил он, описывая Бибера как «безумно талантливого». Эта песня знаменует собой первую совместную работу двух певцов.

## Участники записи
По данным сервиса Tidal.
- Шон Мендес — автор
- Джастин Бибер — автор
- Frank Dukes — продюсер, автор, звукоинженер
- Kaan Gunesberk — дополнительный продюсер
- Matthew Tavares — дополнительный продюсер
- Daniel Caesar — автор
- Mustafa the Poet — автор
- Chris Galland — микширование
- Jeremie Inhaber — микширование
- Robin Florent — звукоинженер
- Manny Marroquin — микширование
- George Seara — звукоинженер
- Josh Gudwin — звукоинженер, продюсер по вокалу

## Чарты
| Чарт (2020)                                | Высшая позиция |
| ------------------------------------------ | -------------- |
| Австралия (ARIA)                           | 7              |
| Бельгия/Фландрия (Ultratop 50)             | 46             |
| Бельгия/Валлония (Ultratip Bubbling Under) | 26             |
| Канада (Billboard Canadian Hot 100)        | 1              |
| Канада (Billboard CHR/Top 40)              | 29             |
| Канада (Billboard Hot AC)                  | 27             |
| Чехия (Singles Digitál Top 100)            | 6              |
| Германия (GfK)                             | 6              |
| Ирландия (IRMA)                            | 10             |
| Нидерланды (Dutch Top 40)                  | 36             |
| Нидерланды (Single Top 100)                | 8              |
| Новая Зеландия (Recorded Music NZ)         | 8              |
| Норвегия (VG-lista)                        | 4              |
| Польша (Polish Airplay Top 100)            | 45             |
| Шотландия (OCC Scotland)                   | 8              |
| Сингапур (RIAS)                            | 4              |
| Словакия (Singles Digitál Top 100)         | 5              |
| Швеция (Sverigetopplistan)                 | 9              |
| Швейцария (Schweizer Hitparade)            | 2              |
| Великобритания (OCC UK Singles)            | 9              |
| США (Billboard Hot 100)                    | 8              |
| США (Billboard Adult Pop Airplay)          | 24             |
| США (Billboard Pop Airplay)                | 24             |

## История релиза
| Регион         | Дата           | Формат                               | Лейбл           | Ссылка        |
| -------------- | -------------- | ------------------------------------ | --------------- | ------------- |
| Мир            | 20 ноября 2020 | CD single digital download streaming | Island Def Jam  | [ 17 ] [ 41 ] |
| Австралия      | 20 ноября 2020 | Contemporary hit radio               | Universal       | [ 42 ]        |
| Италия         | 20 ноября 2020 | Contemporary hit radio               | Universal       | [ 43 ]        |
| Великобритания | 20 ноября 2020 | Contemporary hit radio               | Island          | [ 44 ]        |
| США            | 24 ноября 2020 | Contemporary hit radio               | Island Republic | [ 45 ]        |